# ESRO–2A
ESRO–2A (European Space Research Organisation), International Radiation Investigation Satellite (Iris–1) ESRO technológia műhold.

## Küldetés
Európai Űrkutatási Szervezet (ESRO) több tudományos műholdat épített, amelyeket amerikai hordozórakétákkal juttattak pályára.

## Jellemzői
Az ESRO megbízásából építette a Hawker Siddely Dynamics és a francia Mecanique-Aviation-TRAction (Matra), üzemeltette az ESRO.
Feladata, pályasíkjából adatokat szolgáltatni a napsugárzás (Orbital Solar Observatory) és a kozmikus sugárzás állapotáról.
Megnevezései: ESRO–2A; Iris–1; International Radiation Investigation Satellite (Iris); COSPAR: F670530A. KÖvetkező űreszköz az ESRO–2B.
1967. május 29-én a Vandenberg légitámaszpontról egy Scout–B (S152C) hordozórakéta SLC–5 (LC–Launch Complex) jelű indítóállásból felemelkedett, de nem érte el pályáját. Forgásstabilizált műhold, tömege 74 kg. A harmadik fokozat nem biztosította pályára állását.
Mérőműszerei:
1. átáramló részecskék mérése,
2. Naptevékenység hatása a Van Allen sugárzási övre,
3. Naptevékenység által keletkezett protonok jelenlétének rögzítése,
4. elsődleges kozmikus sugárzás mérése,
5. mikrometeorok (nagyobb, kisebb) jelenlétének ellenőrzése,
6. az áramló részecskék, a galaktikus kozmikus sugárzás színképelemzése,

1967. május 29-én a légkörbe és megsemmisült.